# Гримста
Грѝмста (на норвежки: Grimstad) е град и едноименна община в южна Норвегия. Разположен е на брега на Северно море във фюлке Ауст-Агдер на около 220 km южно от столицата Осло. Основан е през 16 век. Получава статут на община на 1 януари 1838 г. Има пристанище. Население 19 809 жители според данни от преброяването към 1 юли 2008 г.

## Спорт
Представителният футболен отбор на града се казва ФК Йерв.

## Личности
Починали
- Кнут Хамсун (1859 – 1952), норвежки писател